# Chroustkov
Chroustkov (německy Choustkow) je vesnice v České republice v okrese Kutná Hora spadající pod obec Chlístovice. Severně od Chroustkova protéká Chlístovický potok, který je levostranným přítokem říčky Vrchlice.

## Historie
Název sídla je pravděpodobně odvozen od jména původního zakladatele – tedy Chrousta nebo Chroustka.
První písemná zmínka o vesnici pochází z roku 1420. Vesnice v 15. století patřila k sionskému zboží (panství). Po smrti Jana Roháče z Dubé († 9. září 1437), jemuž zboží patřilo, jej obdržel kněz Bedřich ze Strážnice. Vesnice byla v průběhu následujících let připojena postupně k panství Zbraslavice, Dobrovítov a Dobřeň a naposledy v roce 1581 k panství Malešov.
Vesnice spadá v rámci římskokatolické Královéhradecké diecéze pod farnost Bykáň.
Ve volebním období 2004–2010 zastupoval v Senátu PČR volební obvod č. 40, do nějž obec spadá, Bedřich Moldan.

## Pamětihodnosti
- V areálu usedlosti čp. 2 stávaly dva špýchary (roubený a zděný). I přes památkovou ochranu byly oba zbořeny a zachovala se jen část obvodových zdí zděného špýcharu na západní straně usedlosti.[6]
- Několik zachovalých venkovských stavení
- Křížek
- Památník obětem první světové války

## Fotogalerie

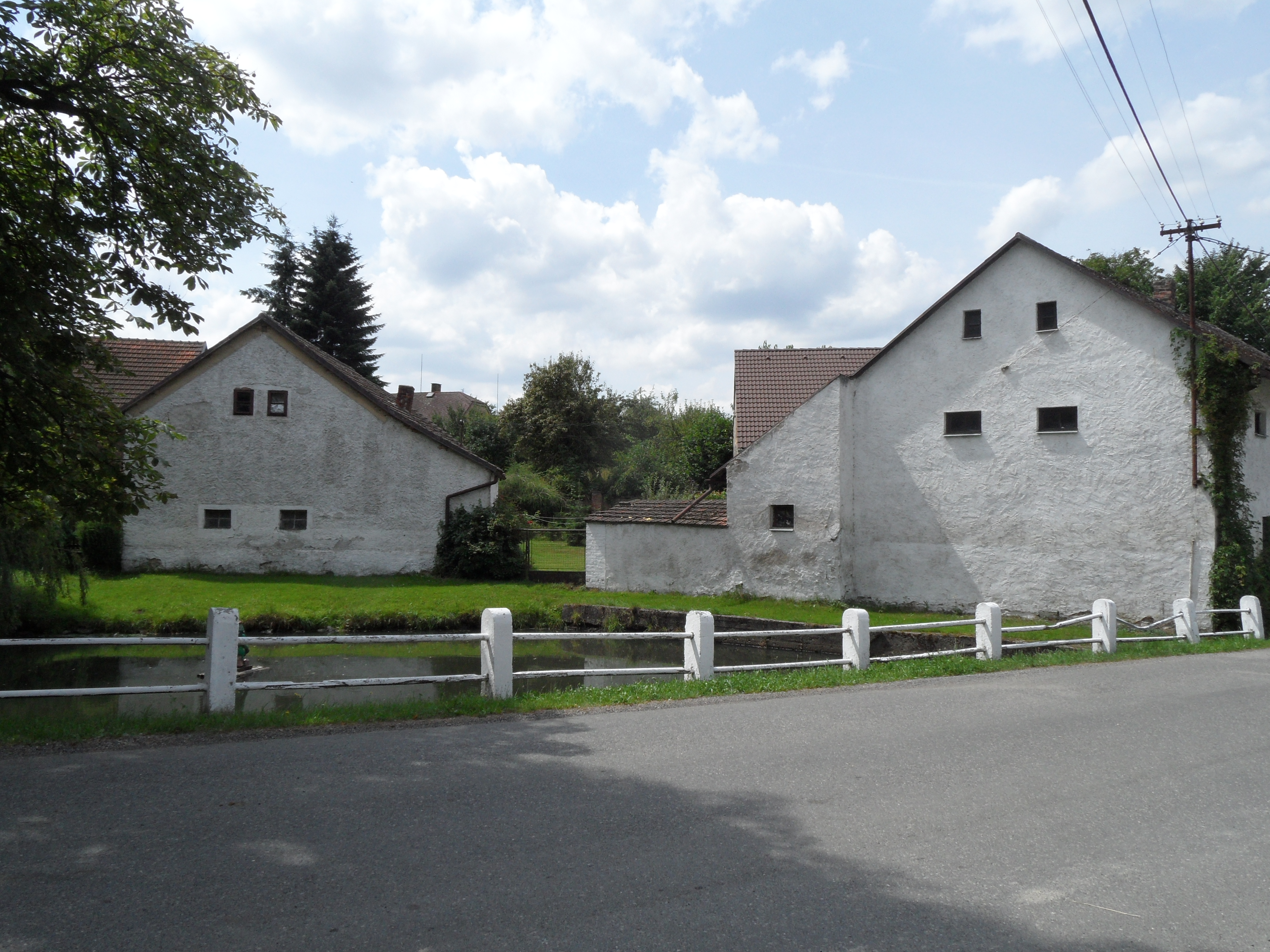
Domy u rybníčku
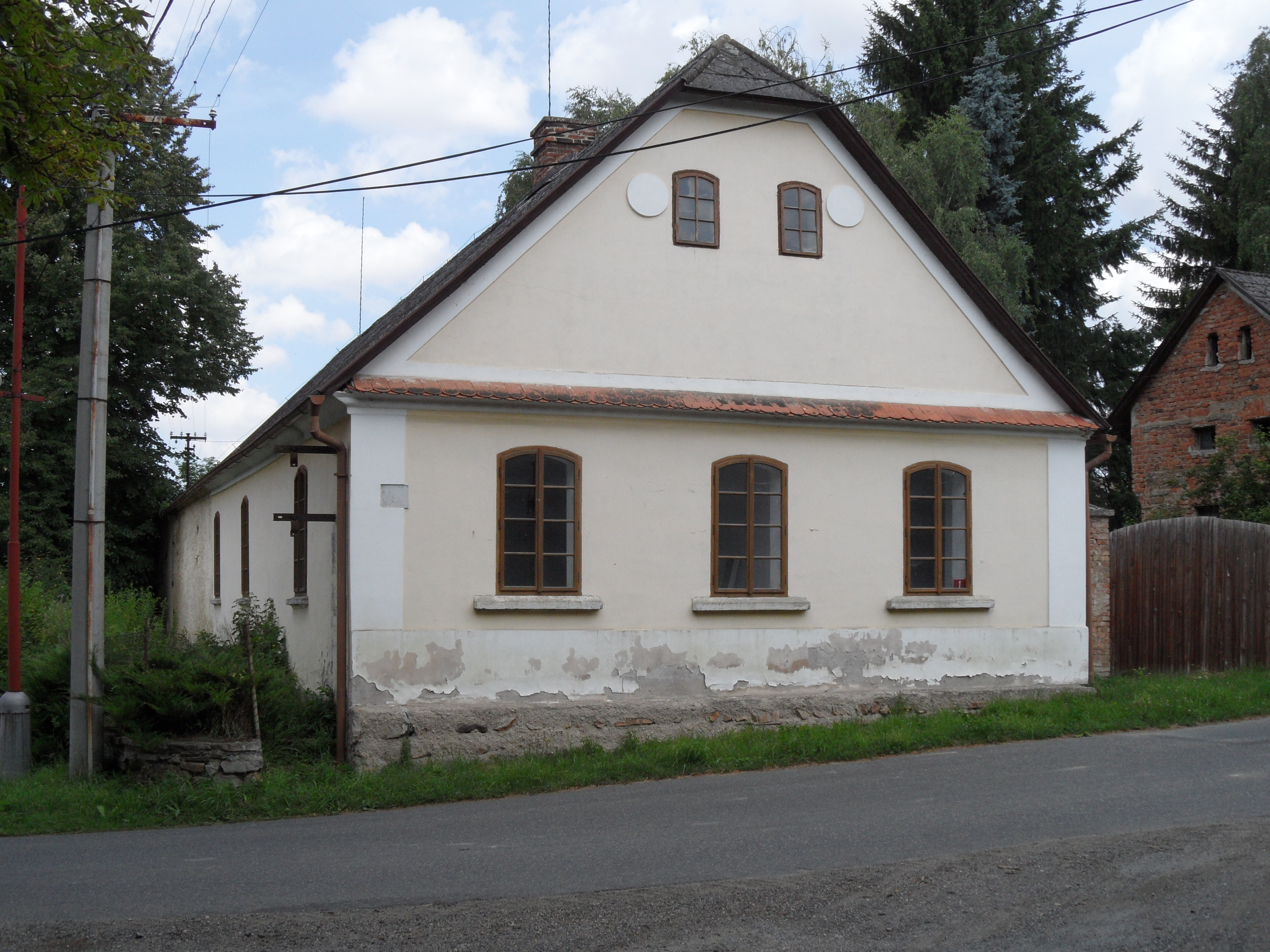
Venkovský dům u křižovatky
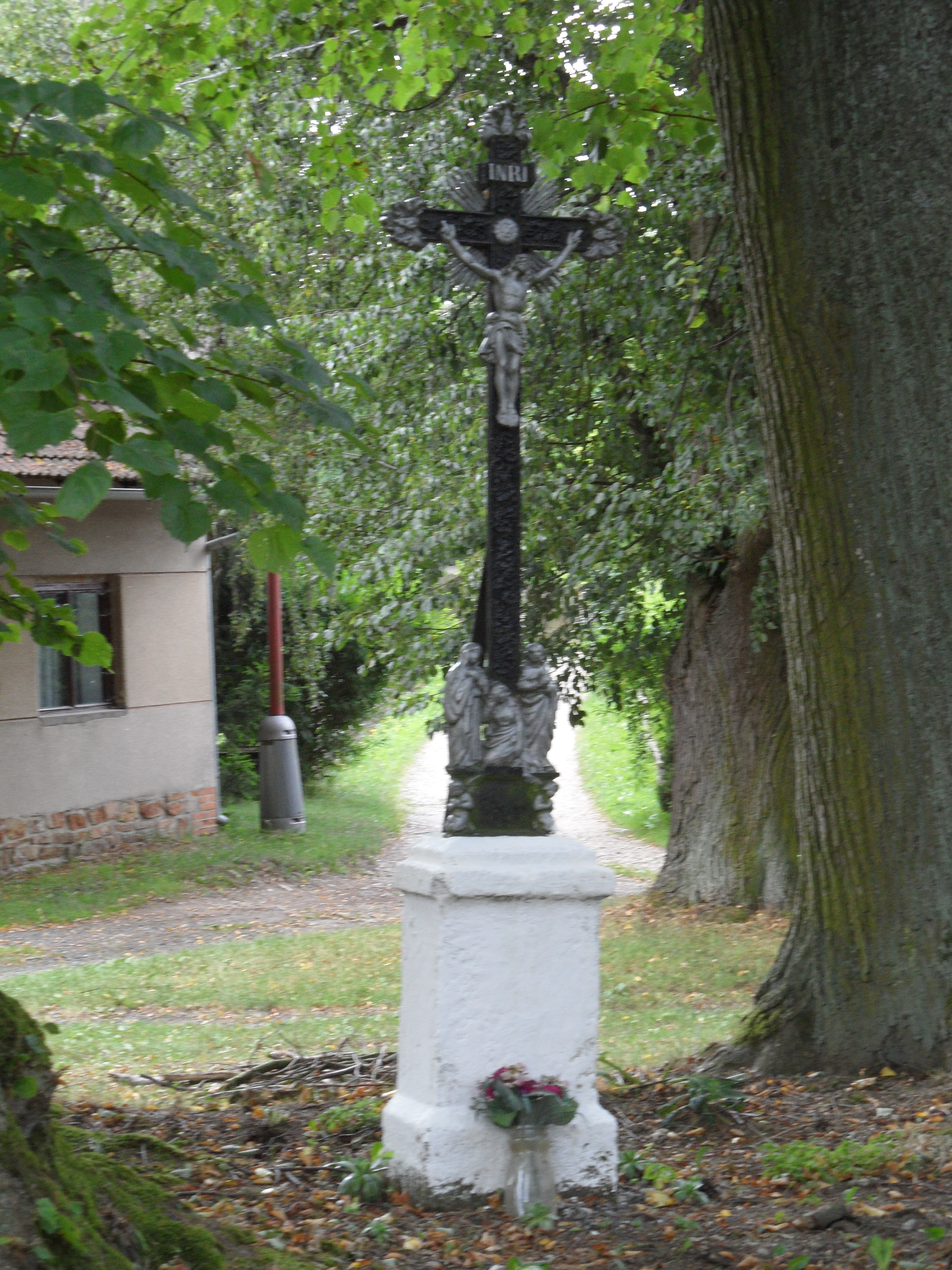
Křížek detail
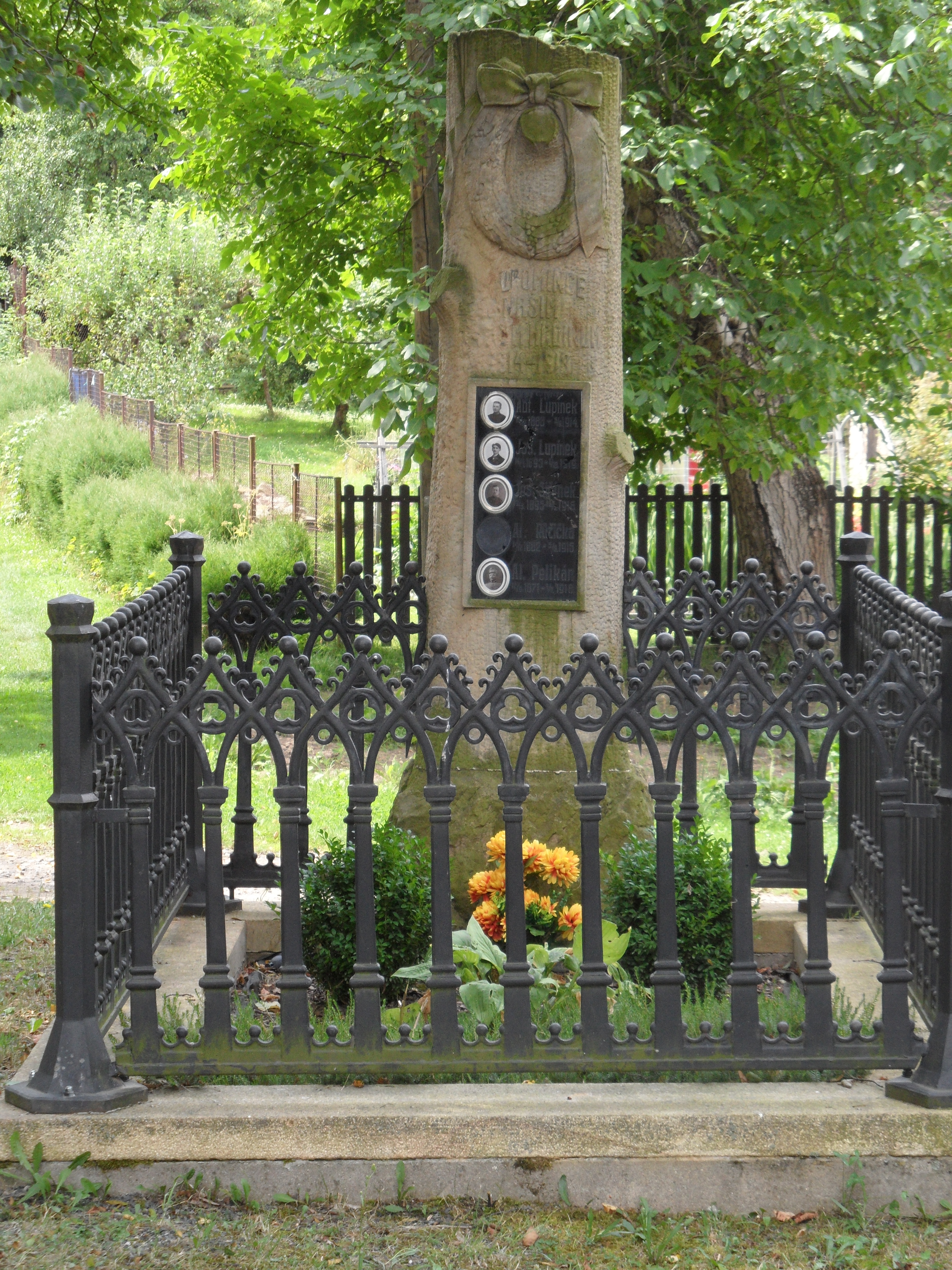
Pomník obětem první světové války